# De Bello Civili

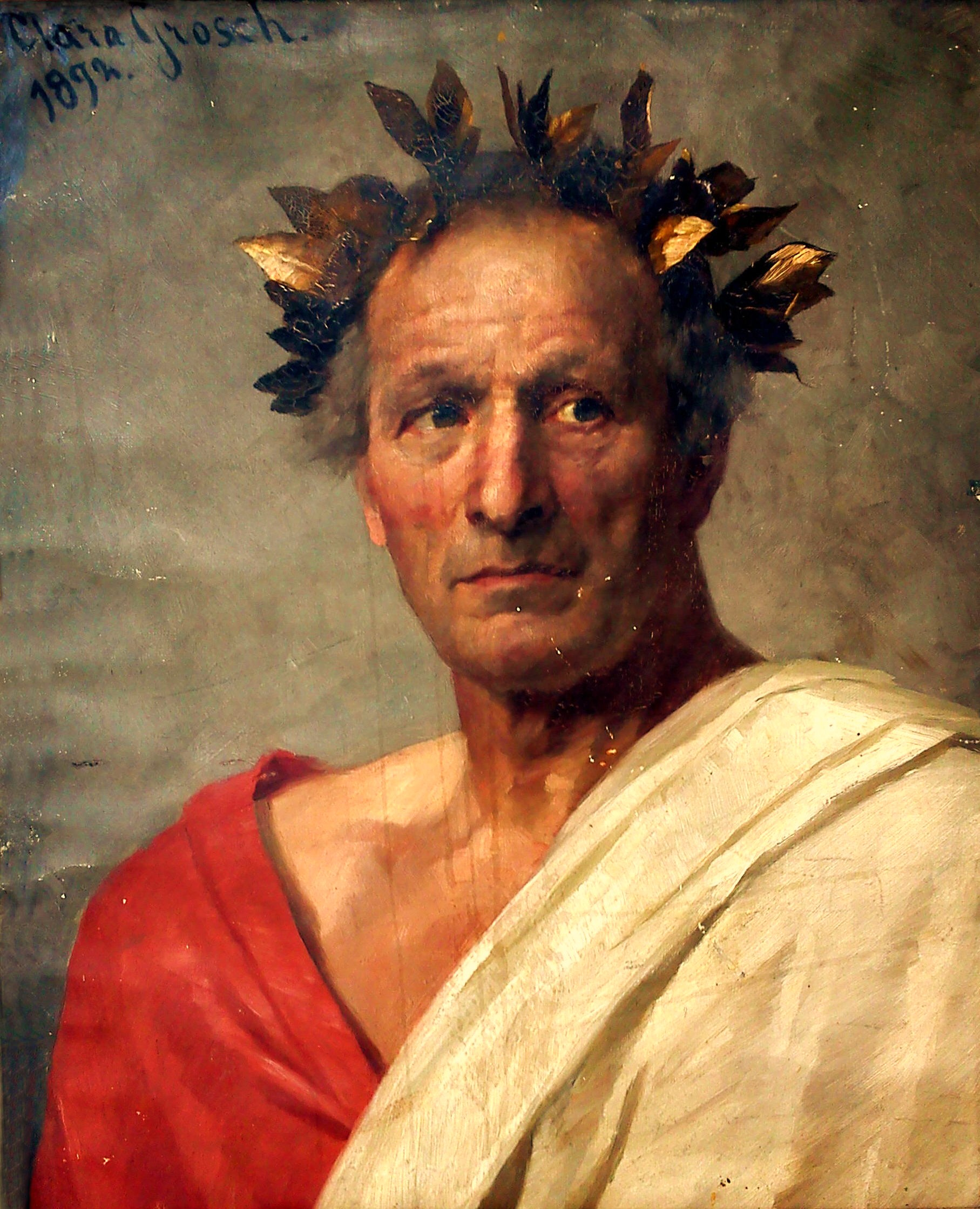
Júlio César

De Bello Civili é a segunda obra histórico-biográfica do general romano Júlio César. 

## O gênero "Commentarius"
A palavra commentarius tem em latim acepção diversa daquela que tem em português a palavra "comentário". Etimologicamente ela é constituída de três elementos, (com + ment + arius) em que seu radical significativo relaciona-se com o sentido de "memória". Antes de Júlio César, eram anotações feitas de modo objetivo e sem pretensões literárias, geralmente por generais, para que pudessem posteriormente ser usadas por historiadores, que lhes confeririam forma literária mais trabalhada. As obras de César, no entanto, estabeleceram os commentarii como gênero literário em si pela perfeição e clareza da linguagem que empregou, pelas quais suas obras são até hoje consideradas modelo de elegância na expressão latina em prosa. O próprio Cícero disse: "Seria um sacrilégio alguém querer melhorá-las". 

## Assunto
Júlio César trata das guerras civis travadas entre o seu exército e os de Pompeu. O momento narrado é crucial: as crises que levam ao fim da república e estabelecem um novo paradigma para Roma: o império.

## Influências
O poeta latino Lucano baseou-se parcialmente nestes commentarii de César para compor o seu poema épico De Bello Civili sive Pharsalia.
Entre 2005 e 2007 a BBC em parceria com a HBO produziu uma série intitulada Rome que é em grande medida baseada nos dois commentarii cesarianos. A série toma seus personagens centrais de um episódio narrado por César nos Commentarii de Bello Gallico: Titus Pullus e Lucius Vorenus são os dois únicos centuriões cujo nome é referido por César.

## Conteúdo
César organizou seus comentários em três livros separados, à época escritos em rolos individuais. Cada livro é subdividido em parágrafos numerados. As obras cobrem um período de dois anos, discutindo a Guerra Civil Romana durante 49 e 48 a.C.

### Livro I
Escrito como uma narrativa, o livro começa com o término do mandato de César como governador da Gália, quando o grupo dominante no Senado Romano ordena que ele retorne à cidade para enfrentar acusações de má conduta e possível execução. César explica como foi injustiçado por Pompeu e seus aliados, que se recusaram a lhe conceder o triunfo tradicionalmente permitido aos generais vitoriosos. Ele avança com seu exército para invadir a Itália a partir da Gália. Pompeu tenta reunir um exército no sul da Itália, mas é obrigado a recuar, levando as tropas para a Grécia. César destaca continuamente seus esforços para obter um acordo com Pompeu, tentando retratá-lo como um homem ciumento, interessado apenas em manter um regime no qual ele e seu círculo dominem a República.

### Livro II
O tenente de César, Caio Trebônio, cerca Massília. Após um longo cerco, os marselheses finalmente se rendem a César, que demonstra sua costumeira leniência para com os vencidos.
C. Escribônio Curião segue para a África e estabelece acampamento próximo a Útica. Ele derrota as tropas de Públio Ácio Varo, enquanto o rei Juba da Numídia envia reforços a Varo. Curião se mostra excessivamente confiante; suas más decisões levam seu exército a ficar encurralado e massacrado pelos númidas. Juba captura vários senadores romanos.

### Livro III
César e seu exército atravessam o Mar Adriático em perseguição a Pompeu, que havia se retirado da Espanha após operar limpezas pontuais. Na Grécia, Pompeu inicialmente se encontra em posição mais forte, com mais tropas e controlando diversos pontos estratégicos. César apresenta um longo monólogo sobre a superioridade de seu exército de veteranos das Guerras Gálicas, desmerecendo as táticas de Pompeu e a força de seu exército. Ressalta que o exército de Pompeu vinha majoritariamente das províncias e não tinha treinamento adequado. Depois de César manobrar seu exército com sucesso no leste da península balcânica, as tropas de Pompeu recuam gradualmente para a Macedônia. César então escreve outro monólogo retratando Pompeu como covarde por se recusar a enfrentá-lo. Seu exército começava a sofrer com problemas de suprimentos, e César responsabiliza Cipião como principal impedimento à paz, descrevendo-o como um vilão desequilibrado e pouco confiável, preocupado somente em destruir César. Cipião reúne um exército próprio em suas províncias na Ásia Menor e avança para reforçar Pompeu.
O livro culmina na Batalha de Farsalos em junho de 48 a.C. O longo confronto e cerco resultam numa vitória decisiva do exército de César. Pompeu e seus aliados fogem para outras regiões da República, tentando reverter sua sorte. César então atravessa o Mar Mediterrâneo em perseguição a Pompeu, que desembarcou no Egito. Lá, segundo César, Pompeu foi morto pelos egípcios. César conclui o livro com um epílogo sobre a falta de justificativa dos egípcios para matar Pompeu e explica seu motivo para ocupar o Egito com seu exército, usando uma crise sucessória na família real egípcia como pretexto. Os egípcios resistem e César ocupa o Farol. O livro termina com a frase “Haec initia belli Alexandrini fuerunt.” (“Esses fatos foram o início da guerra Alexandrina”). Os acontecimentos deste livro são seguidos pelos livros das guerras Alexandrina, Africana e Hispânica, possivelmente escritos por oficiais do exército de César.

## Traduções em língua portuguesa
Dos Comentarii de Bello Gallico temos várias traduções catalogadas por Eduardo Tuffani no seu Repertório Brasileiro de Língua e Literatura Latina (1830-1996).
Por outro lado, dos Comentarii de Bello Civili temos a tradução de Antonio da Silveira Mendonça.